# Clypastraea balteata
Clypastraea balteata är en skalbaggsart som först beskrevs av Matthews 1899.  Clypastraea balteata ingår i släktet Clypastraea och familjen punktbaggar. Inga underarter finns listade i Catalogue of Life.